# حقوق الإنسان في سلوفاكيا
تخضع حقوق الإنسان في سلوفاكيا لقوانين سلوفاكيا وتشرف عليها المنظمات الدولية مثل مجلس أوروبا.

## الأساس القانوني
يحدد الفصل الثاني من دستور سلوفاكيا الحقوق والحريات التي يكفلها القانون. وتشمل هذه الحقوق في الحياة, والخصوصية, والإجراءات القانونية الواجبة, والكرامة, والملكية, والدين, وحرية الحركة, وحرية التعبير, وحرية الصحافة, والعريضة, وتكوين الجمعيات, والتصويت, فضلاً عن الحريات من التعذيب والعقوبة القاسية والعبودية. كما يضمن الدستور عدم إمكانية حماية الحقوق بطريقة تمييزية.

## الحرية السياسية
مكتب المدافع العام عن الحقوق والمركز الوطني السلوفاكي لحقوق الإنسان مسؤولان عن حماية الحقوق في سلوفاكيا. وجدت منظمة الأمن والتعاون في أوروبا أن الانتخابات في سلوفاكيا حرة ونزيهة. ينص القانون على أن تكون الإجراءات الحكومية شفافة, ويتم الكشف عن العقود الحكومية للجمهور. يعتبر الفساد من قبل المسؤولين الحكوميين جريمة جنائية بموجب القانون السلوفاكي, وقد تم تحديد حالات فساد معزولة في الحكومة. نفذت حكومة سلوفاكيا تدابير لمكافحة الفساد. نفذت الشرطة مداهمات لمكافحة الفساد, ووجهت إلى العشرات من مسؤولي الدولة اتهامات بالفساد والجرائم ذات الصلة بين عامي 2020 و 2021. النساء ومجموعات المثليين ممثلة تمثيلا ناقصا في السياسة.
صنف مؤشر الديمقراطية سلوفاكيا على أنها "ديمقراطية معيبة" في عام 2021 بدرجة 7.03 من أصل 10, مما يجعلها 45 من أصل 167 دولة. صنفت منظمة فريدوم هاوس سلوفاكيا على أنها "حرة" في عام 2022 بدرجة 90 من 100.

## الاتجار بالبشر
اعتبارًا من عام 2021, صنفت وزارة خارجية الولايات المتحدة منع سلوفاكيا للاتجار بالبشر على أنه "المستوى 2", مما يعني أنه "لا يفي تمامًا بالمعايير الدنيا للقضاء على الاتجار ولكنه يبذل جهودًا كبيرة لتحقيق ذلك". يتم تجريم الاتجار بالبشر بموجب المادة 179 من القانون الجنائي, وتتراوح العقوبات من أربع إلى عشر سنوات في السجن. في عام 2021, بدأت سلوفاكيا 15 تحقيقًا في الاتجار بالجنس, وأربعة تحقيقات في العمل الجبري, وثلاثة في حالات التسول القسري. تمول حكومة سلوفاكيا أيضًا منظمة غير حكومية لمساعدة ضحايا الاتجار بالبشر.

## تمييز

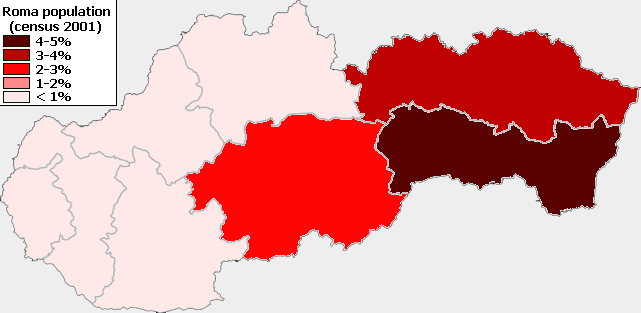
أقلية الغجر في سلوفاكيا.

### المثليين جنسياً
التمييز على أساس الميول الجنسية والهوية الجنسية غير قانوني, لكن هذا القانون لا يطبق باستمرار. التمثيل السياسي للمثليين في سلوفاكيا محدود. نادرًا ما يُعرف السياسيون بالمثيلية الجنسية والتعليقات العامة التي تنتقص من مجتمع المثليين شائعة. تطلب الحكومة من الأفراد الذين يسعون للحصول على اعتراف قانوني بالنوع الاجتماعي أن يتم تعقيمهم.

### السلالة والعرق
يضمن الدستور المساواة على أساس العرق والجنسية والعرق وأي وضع آخر. يُعاقب على جرائم الكراهية بمزيد من الصرامة في سلوفاكيا. يتم تطبيق قوانين مكافحة التمييز بشكل غير متسق, ويعاني الغجر على وجه الخصوص من التمييز والمضايقة ووحشية الشرطة. غالبًا ما يتم فصل شعب الروما عن الجماعات الأخرى في سلوفاكيا, ولا يتم التحقيق في الجرائم ضد الروما بشكل كافٍ. أقرت حكومة سلوفاكيا بدورها في التعقيم القسري لآلاف نساء الغجريات.

### الدِين
ينص الدستور على أنه لا يوجد دين رسمي لسلوفاكيا وأن المساواة مكفولة على أساس الدين. يمنح اعتراف الحكومة بالجماعات الدينية امتيازات خاصة مثل الخدمة في السجون وأداء مراسم الزفاف وتلقي الإعانات. لكي يتم الاعتراف بها, يتعين على الجماعات الدينية تقديم توقيعات 50,000 من أتباعها. يُطلب من الطلاب حضور دروس دينية في المدرسة, على الرغم من توفر البدائل. المواد التي تدعو إلى التمييز أو الكراهية ضد مجموعة دينية غير قانونية ويعاقب عليها بالسجن لمدة تصل إلى ثماني سنوات. على الرغم من ذلك, تنتشر معاداة السامية وكراهية الإسلام في سلوفاكيا, وكلاهما شائع في الحملات السياسية للأحزاب المتطرفة.

### النساء
يكفل الدستور المساواة على أساس الجنس. تُمنح المرأة الحريات السياسية الكاملة في سلوفاكيا, وفي عام 2019 انتخبت البلاد أول رئيسة لها. المرأة ممثلة تمثيلا ناقصا في البرلمان, حيث شكلت حوالي 21% من البرلمان في عام 2020. ينتشر العنف المنزلي في سلوفاكيا على نطاق واسع, كما أن الوصول إلى ضحايا العنف المنزلي منخفض. وقعت سلوفاكيا على اتفاقية منع ومكافحة العنف ضد المرأة والعنف المنزلي لكنها لم تصدق عليها حتى عام 2021.

## أنظر أيضا
- حقوق الإنسان في أوروبا
- سياسة سلوفاكيا